# Earthjustice

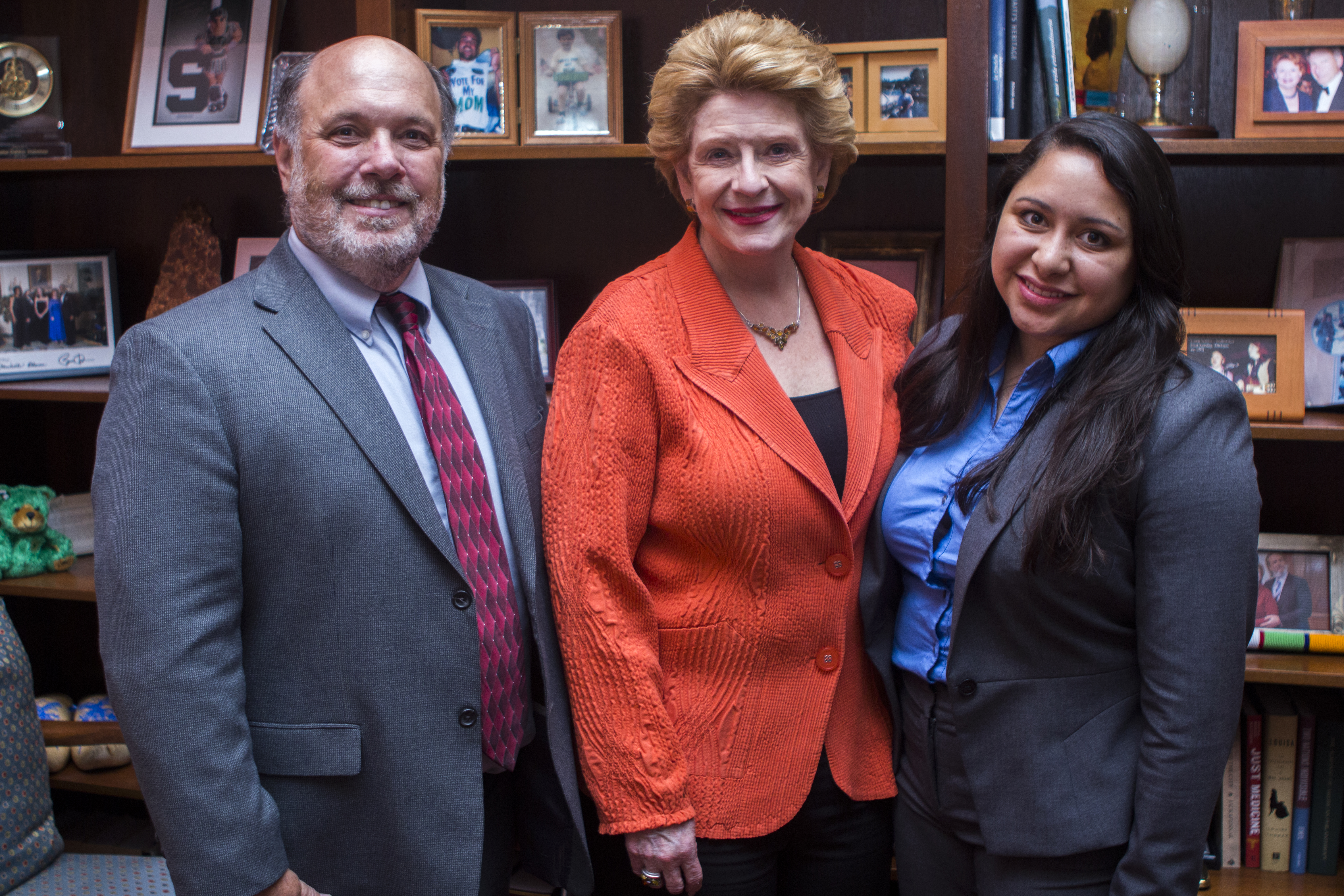
Le sénateur Stabenow rencontre des membres d'Earthjustice.

Earthjustice est une association à but non lucratif américaine fondée en 1971 et officiellement appelée Sierra Club Legal Defense Fund jusqu'en 1997, bien qu'elle ait été complètement indépendante du Sierra Club. Elle a pour vocation le traitement juridique d'affaires liées à l'écologie et à la santé publique. Son siège est situé à Oakland en Californie et elle détient neuf bureaux régionaux aux États-Unis, un département international et une équipe politique à Washington. Elle emploie environ 150 personnes.